# Duquesnoy (musicien)
Pour les articles homonymes, voir Duquesnoy.
Charles-François-Honoré Lanctin, dit Duquesnoy, est un chanteur et compositeur français né à Beauvais le 16 mai 1758 et mort à Bruxelles le 9 mai 1822.

## Biographie
Doté d'une belle voix de haute-contre, Duquesnoy débute à l'Opéra de Paris le 25 janvier 1781 dans Le Devin du village de Rousseau. Il est engagé la même année et reste à l'Opéra jusqu'en 1786, date à laquelle il obtient un engagement de première haute-contre au théâtre de la Monnaie de Bruxelles.
Il compose en 1787 l'opéra-ballet Almanzor, ou le Triomphe de la gloire, sur un livret de Corsenville, et en 1789 l'opéra-comique Le Mari vengé ou le Mystificateur mystifié. La dernière année de son séjour à Bruxelles, il donne une pièce de circonstance intitulée L'Hommage de Bruxelles, sur un livret de Beaunoir.
Quittant Bruxelles pour Hambourg avec une partie de la troupe, il y fonde un théâtre français et y donne La Fête des mariages en 1798.
De retour à Bruxelles, il s'y marie en 1806 et est nommé maître de chapelle à Sainte-Gudule en 1814. Il composera plusieurs pièces de musique religieuse.
Son acte de décès, établi à Bruxelles le 9 mai 1822, le qualifie de « professeur et maître de musique ».